# 希克曼 (馬里蘭州)
希克曼（英語：Hickman）是位於美國馬里蘭州加羅林縣的一個非建制地區。

## 地理
希克曼所處的海拔為高於海平面16米（即52英呎），而該地所採用的時區為UTC-5，即北美东部時區（EST）。同時該地設有夏令時間，為UTC-5調快一小時，即UTC-4（EDT）。

## 另見
- 希克曼 (特拉華州)